# Музей семьи Цветаевых (Таруса)
Музей семьи Цветаевых — учреждение культуры историко-литературной направленности в городе Таруса, экспозиция музея рассказывает о жизни и работе семьи Цветаевых.
Адрес: Таруса, улица Розы Люксембург, 30.

## История
Музей открыт 4 октября 1992 года, к 100-летию со дня рождения поэта Марины Цветаевой. Его основателем и бессменным руководителем со дня открытия является Елена Михайловна Климова, предполагавшая создать такой музей ещё в 1980-е годы, когда она работала ответственным секретарем тарусского районного отделения общества «Знание». Большую роль в организации музея сыграли народная артистка России Л. И. Иванова и её муж В. А. Миляев, в то время — директор Тарусского филиала ИОФ РАН.
Цветаевы жили в Тарусе с 1891 года. Под летние дачи ими снимались помещения по разным адресам в городе.
Музей семьи Цветаевых организован в восстановленном «Доме Тьо». Он был приобретён дедом Марины Цветаевой по материнской линии А. Д. Мейном в 1899 году. В этом доме жила его вторая жена, француженка по происхождению. Малолетние младшие дети И. В. Цветаева, сёстры Марина и Анастасия, переиначили её французскую фамилию на свой лад как «Тьо», это имя перешло и на дом. В этом доме Марина и Анастасия Цветаевы жили во время зимних приездов в Тарусу в 1907—1910 годах, а их отец, И. В. Цветаев, в 1903—1912 годах.
В 2017 году в вошедшем в музейный комплекс флигеле (построенном С. Д. Мейн (Тьо) специально для Цветаевых) воссозданы мемориальные кабинет Ивана Владимировича и комната Марины Ивановны, гостиная, через два года открытием, к 125-летию со дня рождения Анастасии Цветаевой, кухни-столовой его музеефикация была завершена.

## Экспозиция
Экспозиция музея посвящена семье Цветаевых, их тарусским родственникам Добротворским, а также тарусским знакомым семьи. Тематика залов: «Приезд Цветаевых в Тарусу», «Жизнь и творчество М. Цветаевой», «Семья Цветаевых», «Окружение Цветаевых в Тарусе», «Кабинет дедушки».
В экспозиции представлены мемориальная мебель, посуда и другие предметы быта семьи Цветаевых, их родственников и знакомых; личные вещи, письма, документы и подлинные фотографии; книги с автографами, прижизненные издания Цветаевых и известных деятелей культуры; рисунки и акварели Ариадны Эфрон (дочери Марины Цветаевой), большое собрание книг ХIХ — начала XX веков на русском и иностранных языках, а также и другие экспонаты.

## Мероприятия
Музей проводит ежегодный областной Цветаевский праздник, раз в два года дополняемый Цветаевскими научными чтениями, с 1998 года — межрегиональный Цветаевский детский фестиваль-конкурс юных поэтов, прозаиков, чтецов, певцов, композиторов, пианистов, художников. Музей участвует в акции «Ночь в музее», устраиваются литературно-музыкальные гостиные, циклы тематических занятий для школьников

## Галерея

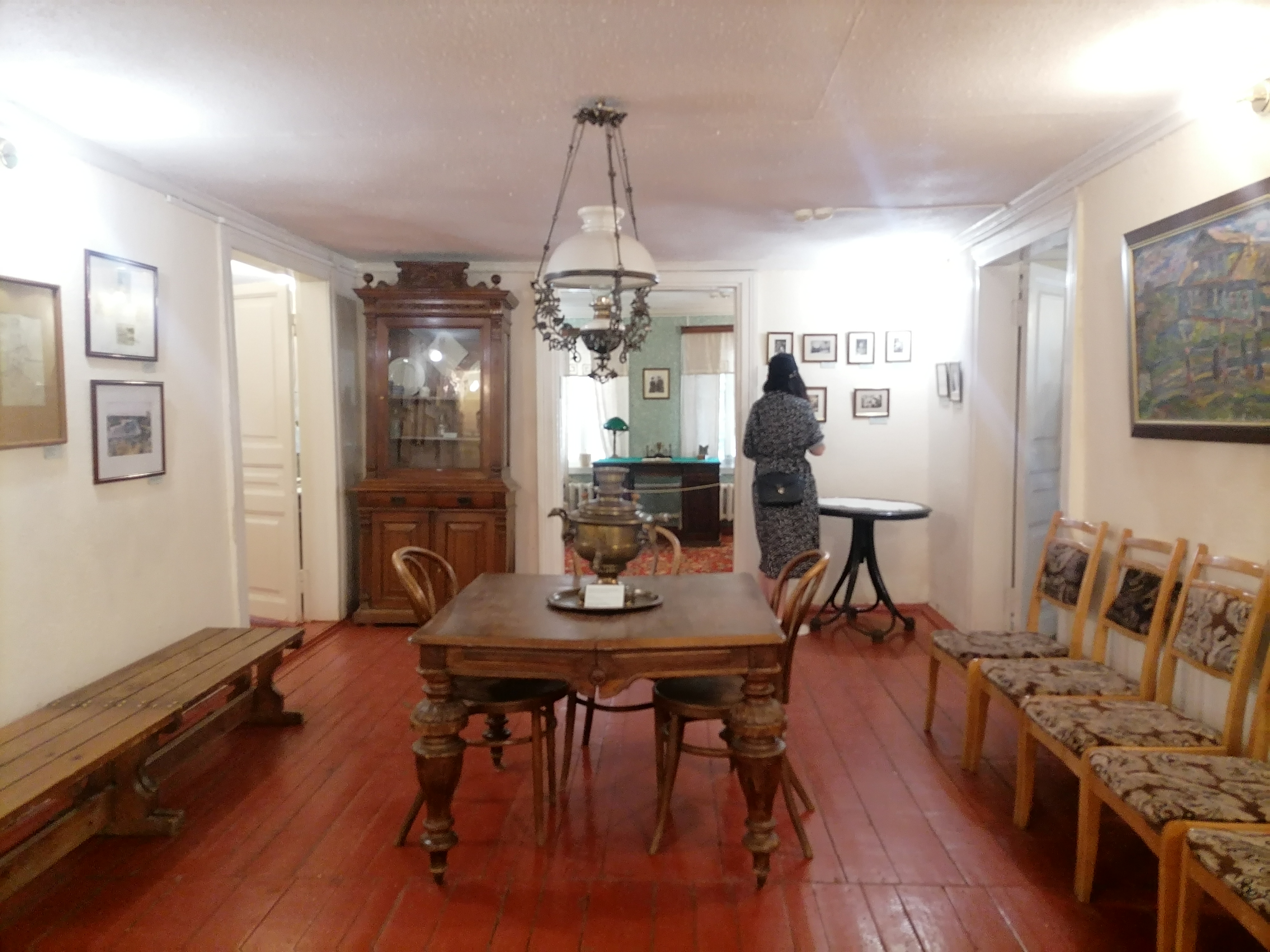
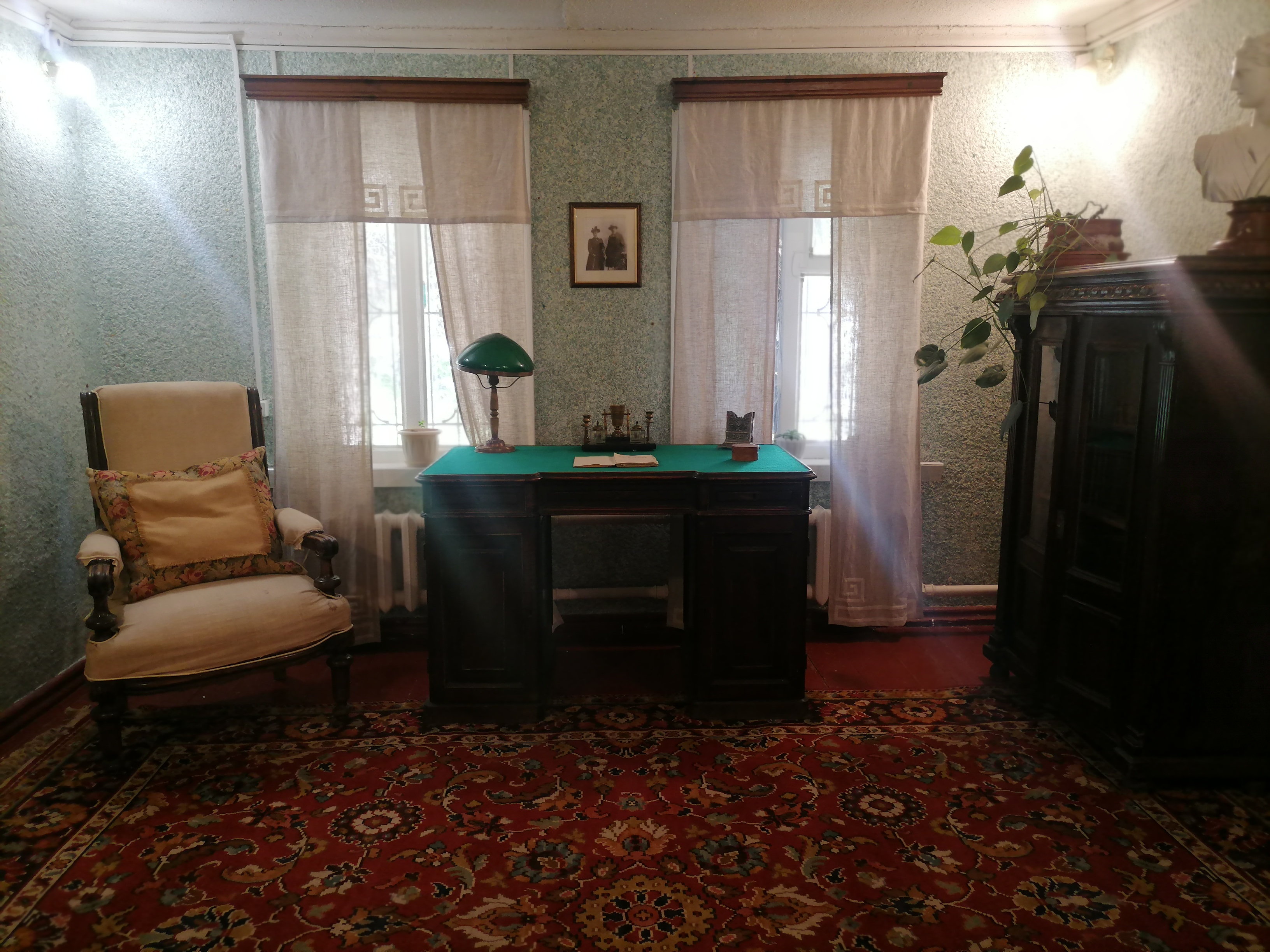
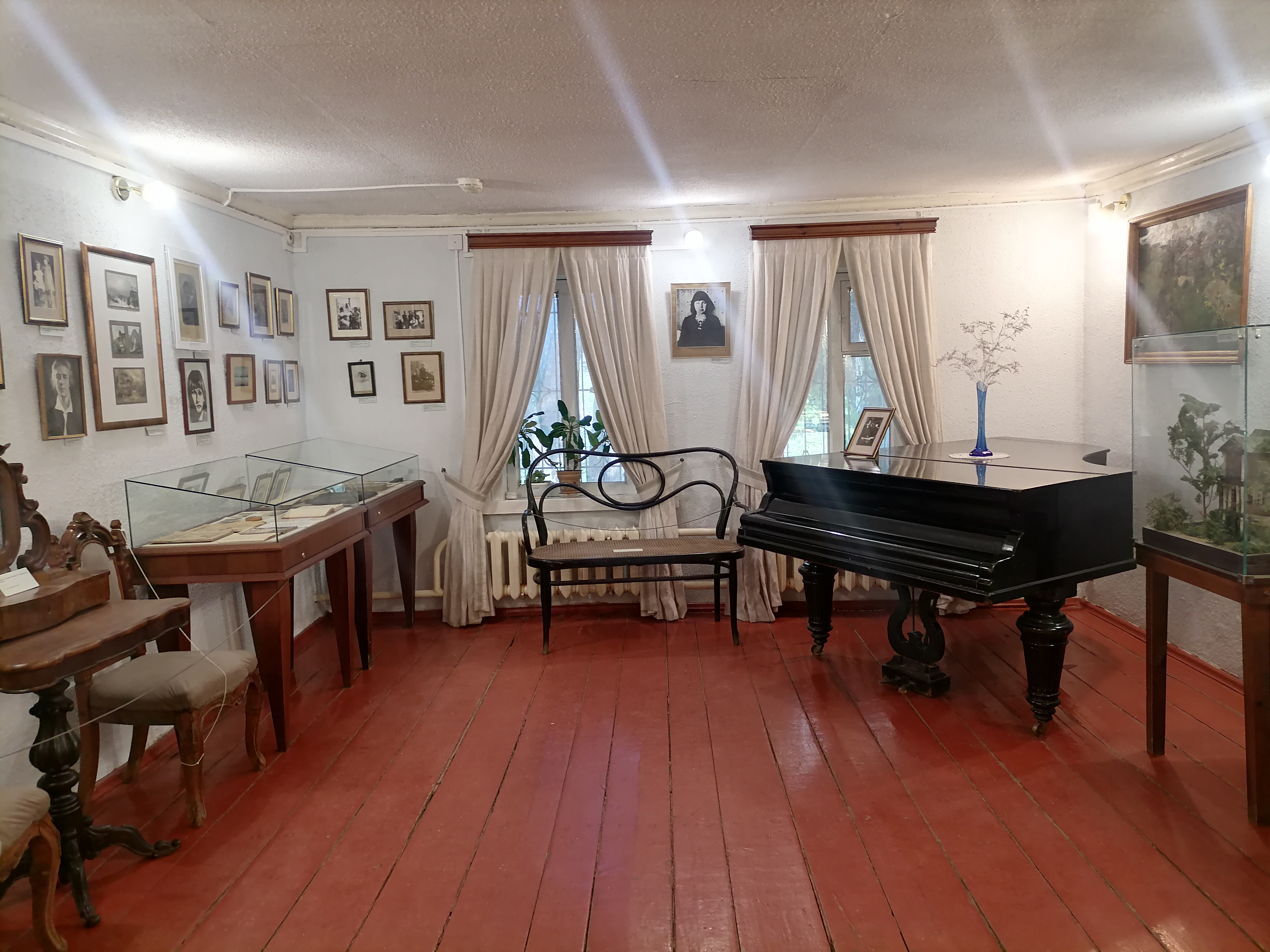
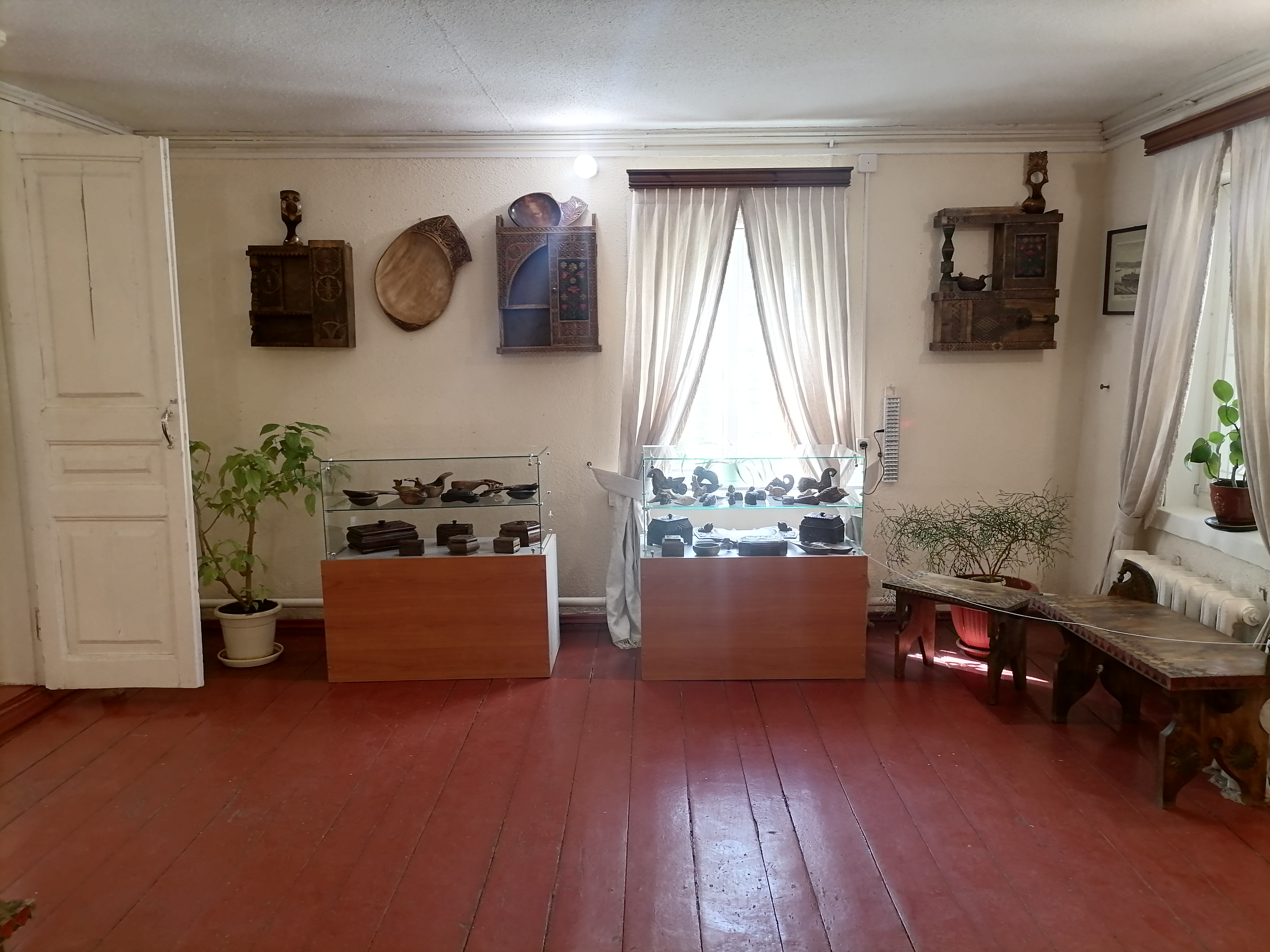
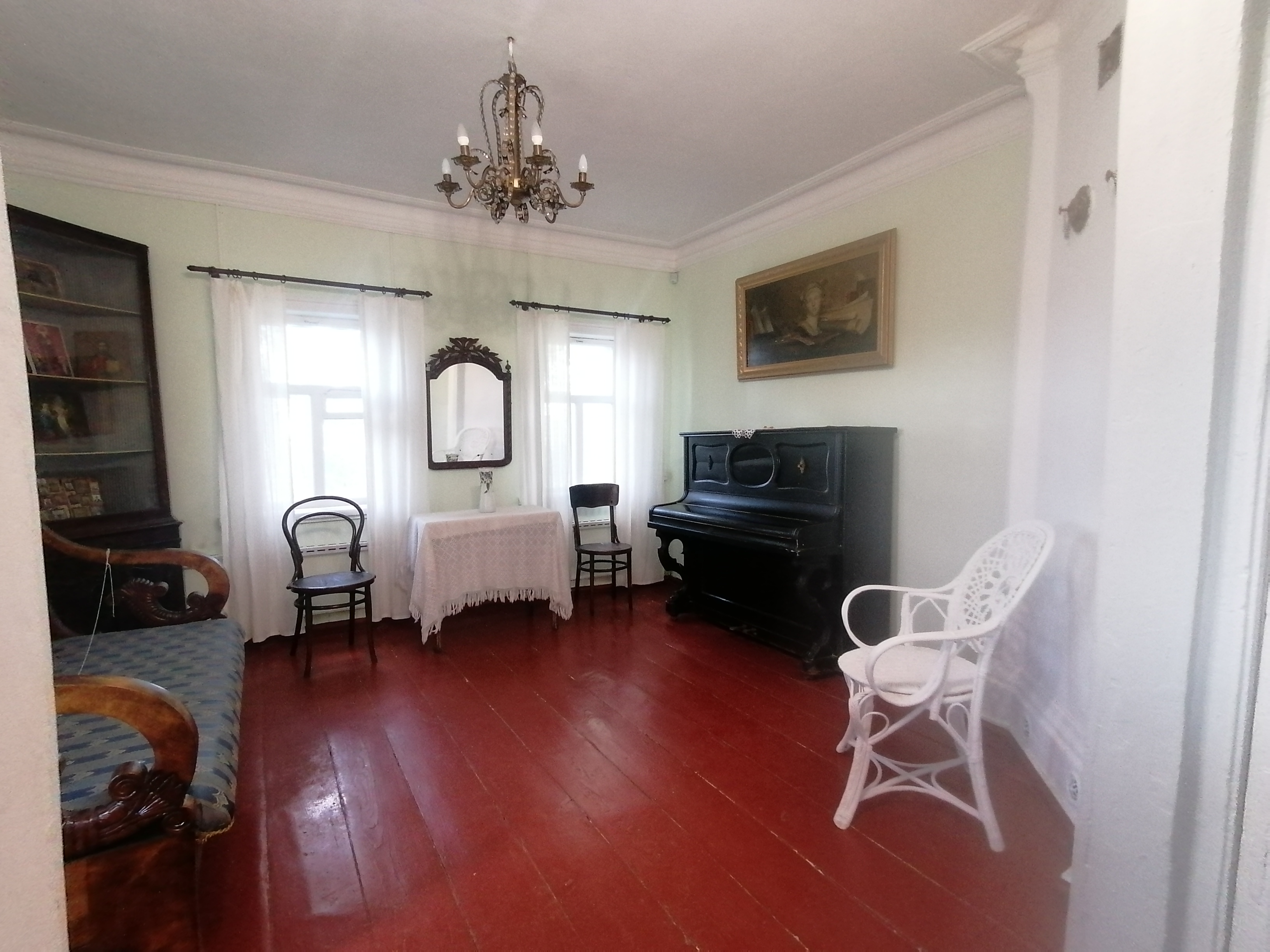
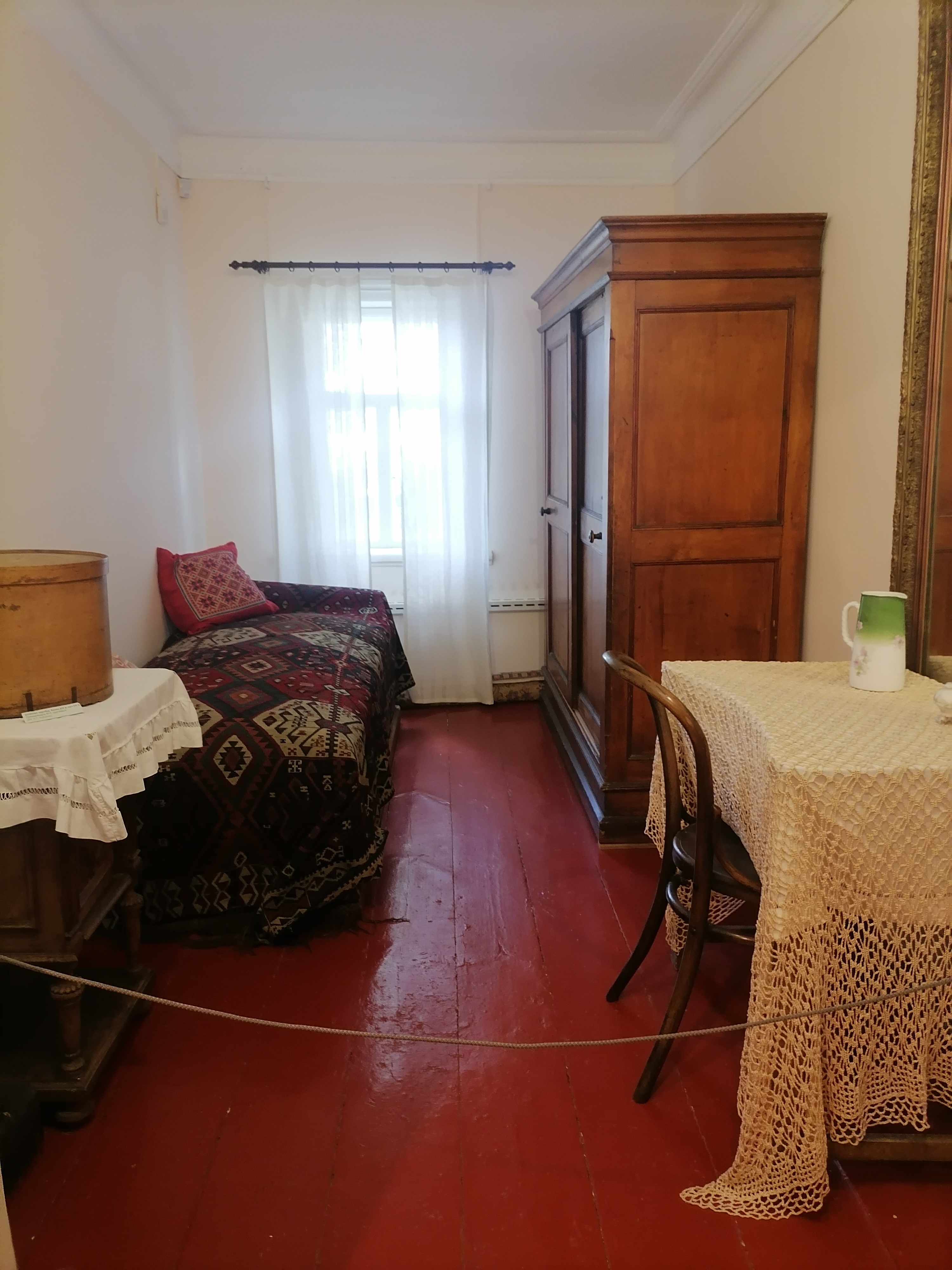
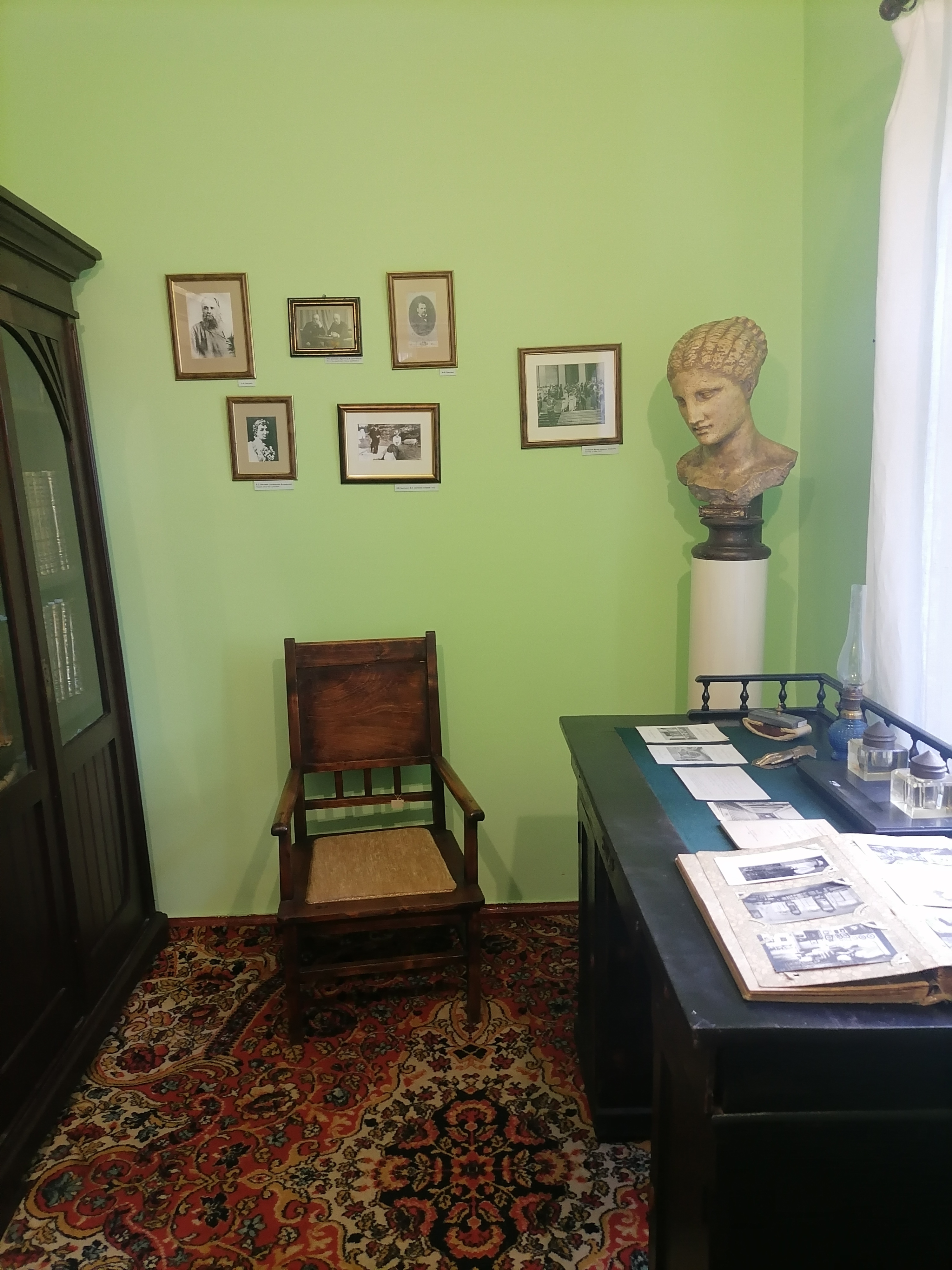

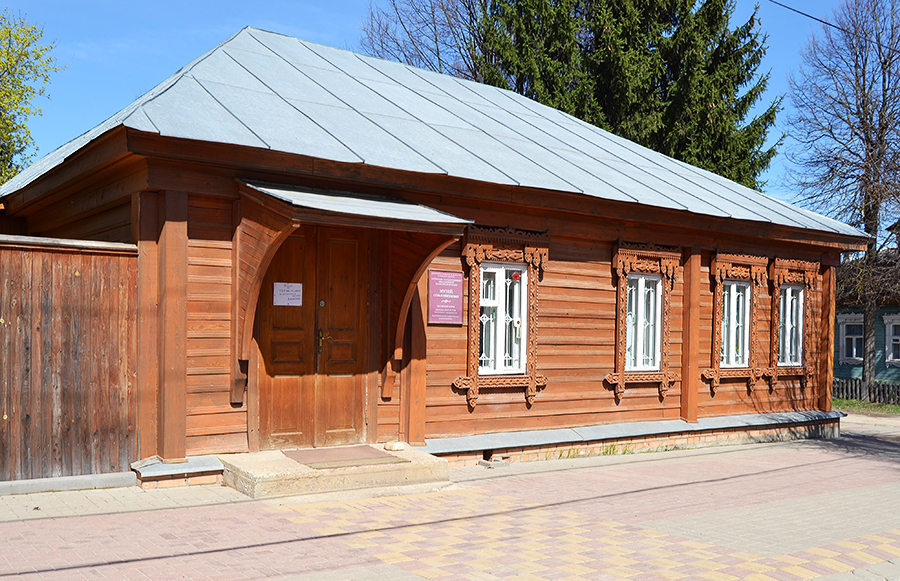
Фасад музея по улице Розы Люксембург
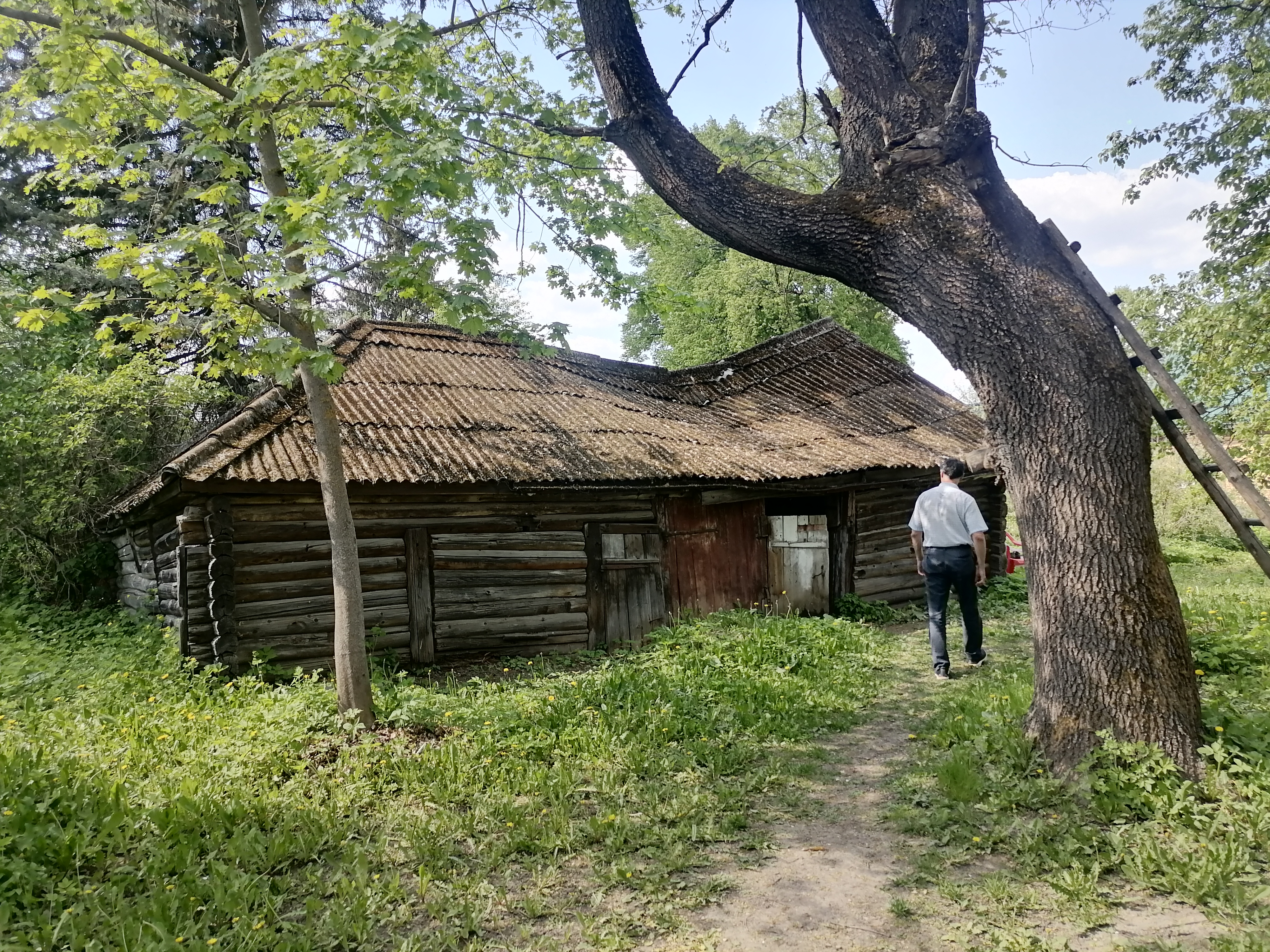
На территории музея
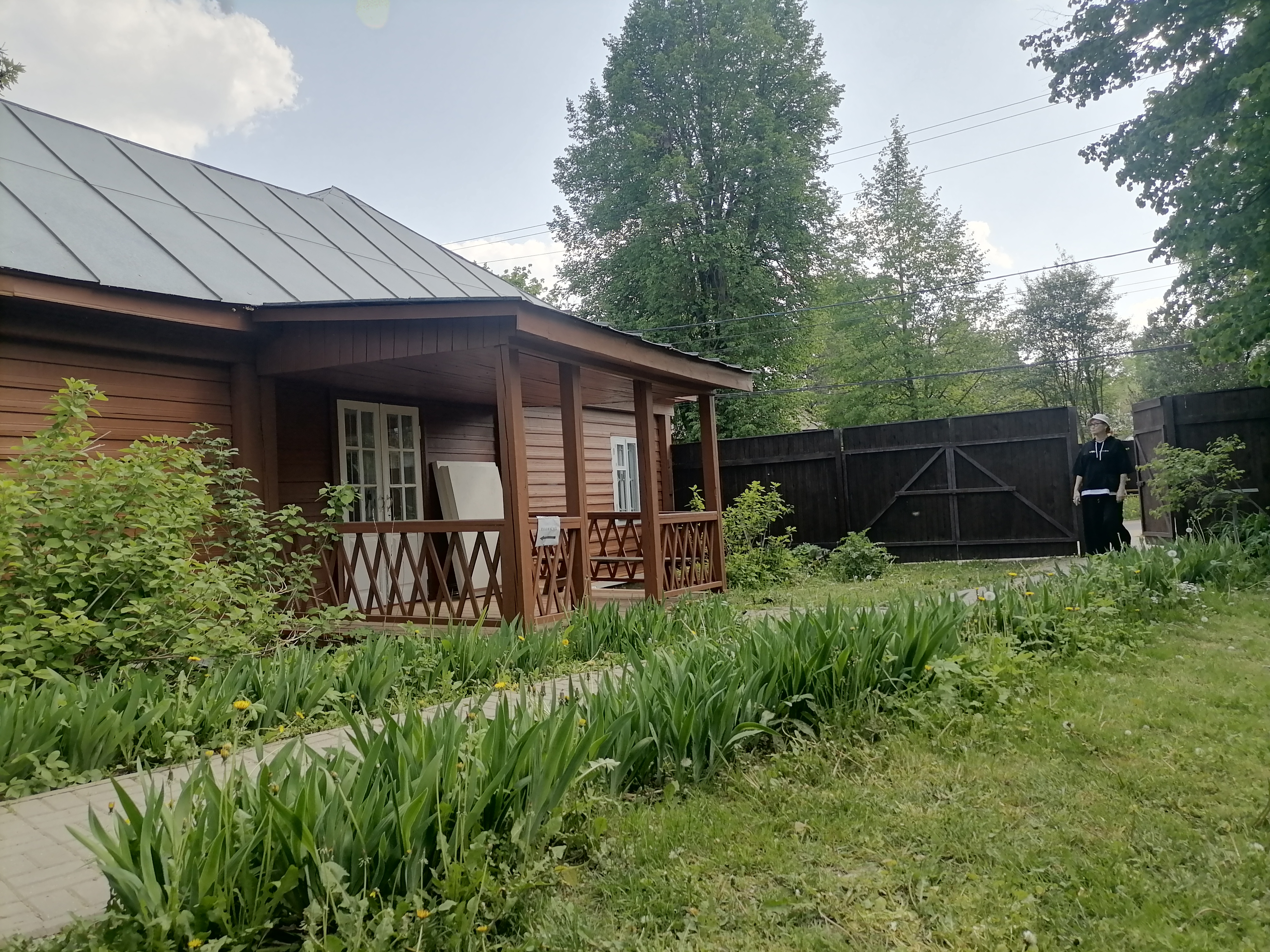
На территории музея